# Adscita schmidti
Adscita schmidti ist ein Schmetterling aus der Familie der Widderchen (Zygaenidae).

## Merkmale
Die Falter erreichen eine Vorderflügellänge von 10,0 bis 13,5 Millimeter bei den Männchen und 9,0 bis 13,0 Millimeter bei den Weibchen. Kopf, Thorax und Beine schimmern grün oder bläulich grün. Das Abdomen ist bräunlich grün und glänzt nur schwach. Die Fühler haben einen bläulich grün schimmernden Schaft und bestehen aus 36 bis 42 Segmenten. Die Vorderflügel sind entweder dicht beschuppt oder nahezu transluzent. Die Vorderflügeloberseite ist dunkelgrün, dunkel bläulich grün, hellgrün oder goldgrün. Der Glanz ist variabel und kann auch ganz fehlen. Die Hinterflügel sind dunkelgrau oder hellgrau und entweder opak oder transluzent. Die Flügelunterseiten sind grau. 
Die Falter sind hinsichtlich Färbung, Größe und Glanz ausgesprochen variabel. A. schmidti  kommt wie Adscita alpina und Adscita statices sowohl in trockenen als auch in feuchten Habitaten vor. Bei allen drei Arten bestehen habitatbedingte Unterschiede im Habitus und der Anzahl der Fühlersegmente. Bei A. schmidti sind diese weniger stark ausgeprägt als bei den beiden ähnlichen Arten. Die Exemplare der Populationen in den Bergen Zentralspaniens sind größer und dunkler gefärbt als diejenigen der Provinzen Cuenca, Teruel und Südspaniens. Die in den feuchten Gebieten Nordspaniens auftretenden großen Exemplare mit leicht durchscheinenden Flügeln und hellgrüner Färbung ähneln A. statices und können von dieser Art nur genitalmorphologisch unterschieden werden.
Bei den Männchen haben die Valven distal je einen sehr kurzen dreieckigen ventralen und dorsalen Zahn, der manchmal auch reduziert sein kann. Der Aedeagus ist klein und schlank und mit zwei schlanken, geraden, gleich langen Cornuti versehen. Das 8. Sternit ist am hinteren Ende abgerundet und reicht bis zum hinteren Ende des Segments.
Bei den Weibchen ist das Antrum trichterförmig. Der proximale Teil des Ductus bursae hat eine glatte Oberfläche und ist stark sklerotisiert. Distal ist er schlank und gerade und endet in einer rechteckigen Erweiterung, in der der durchscheinende, abgeknickte und gewundene distale Teil des Ductus bursae lateral einmündet. Das Corpus bursae ist kugelförmig.
Das Ei ist hellgelb.
Die Raupe hat einen schwarzbraunen Kopf, der Prothorax ist auf dem Rücken schwarzbraun. Der Körper ist gelblich weiß und mit breiten dunkelbraunen Rücken- und Nebenrückenlinien gezeichnet. Die Seiten sind bräunlich grün und mit einer schmalen ventrolateralen Linie versehen. Die Bauchseite ist gelblich grün. Die Warzen sind gelblich braun, der Körper ist mit mehrstachligen Tuberkeln versehen, die bei geringer Vergrößerung als schwarze Punkte zu erkennen sind.
Die Puppe ist hellbraun, der Kokon ist bräunlich weiß und mit Erd- und Laubbestandteilen bedeckt.

### Ähnliche Arten
Adscita statices hat eine hellere Färbung als die in Zentral- und Südspanien vorkommenden Exemplare von A. schmidti, die Hinterflügel sind transluzenter. Es gibt aber in Nordspanien auch Exemplare, die äußerlich mit der ähnlichen Art identisch sind. Die ähnliche Art kommt in Spanien nur in den Pyrenäen vor.
Die Exemplare von Adscita mannii aus Italien und Südosteuropa ähneln denen der Populationen von A. schmidti, die in Zentral- und Südspanien vorkommen. Die ähnliche Art ist aber kleiner und die Vorderflügeloberseiten sind viel heller und mehr goldgrün gefärbt. Beide Arten können genitalmorphologisch unterschieden werden.

## Verbreitung
Adscita schmidti ist auf der Iberischen Halbinsel westlich des Ebro verbreitet. Die Art besiedelt feuchte Wiesen in Feuchtgebieten und trockene Wiesen in sandigen oder felsigen Regionen.

## Biologie
Die Weibchen legen die Eier in großen Gruppen auf der Unterseite der Blätter ab. In feuchten Habitaten entwickeln sich die Raupen an Wiesen-Sauerampfer (Rumex acetosa), in trockenen Habitaten an Kleinem Sauerampfer (Rumex acetosella). Die Falter fliegen von Mai bis August.